# 布魯克霍先格山

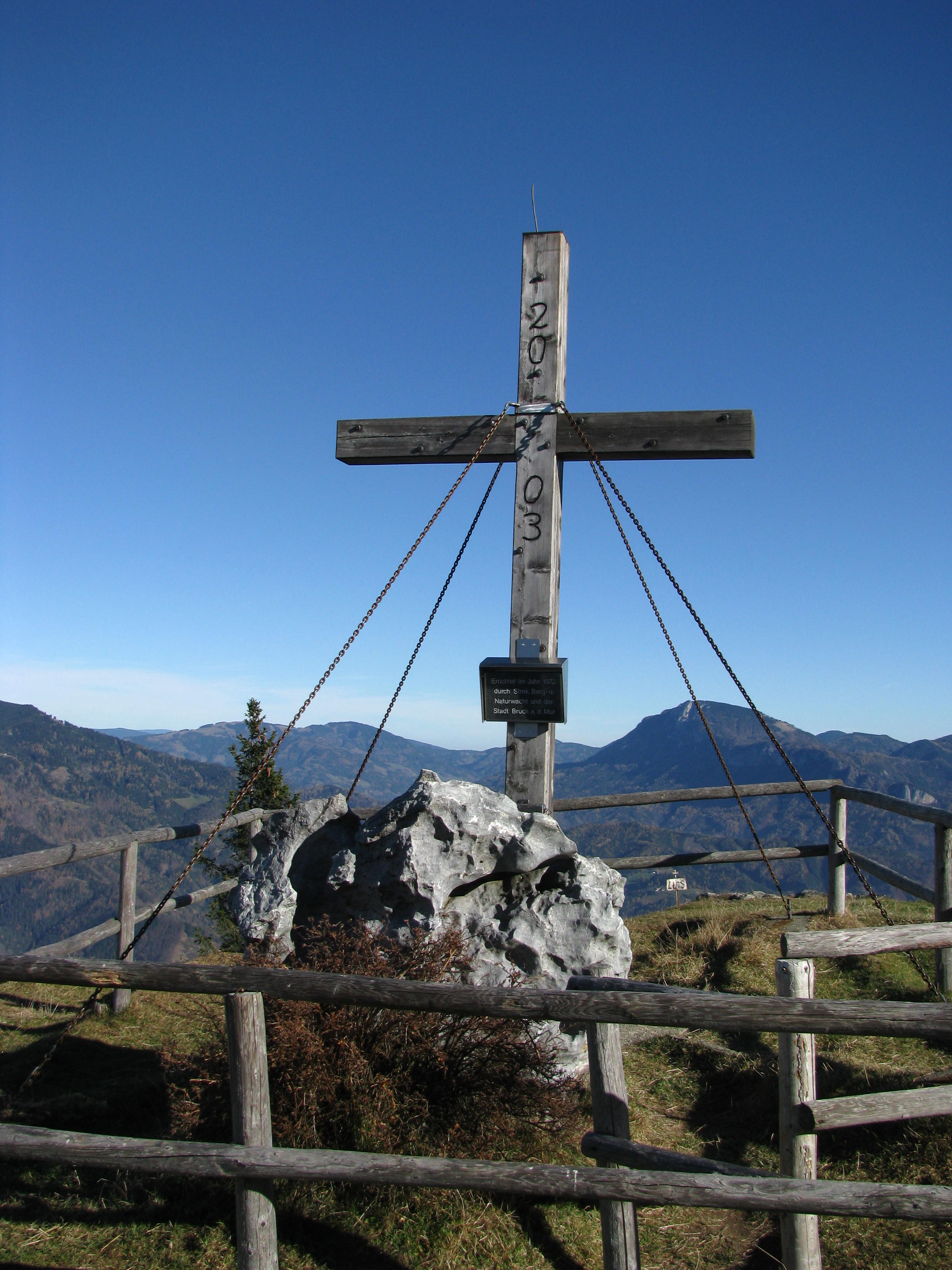

47°22′N 15°16′E / 47.367°N 15.267°E
布魯克霍先格山（德語：Brucker Hochanger），是奧地利的山峰，位於該國東南部，由施泰爾馬克州負責管轄，屬於施蒂利亞州前阿爾卑斯山脈的一部分，海拔高度1,308米，每年平均降雨量1,671毫米。